# 约瑟普·弗尔利奇
约瑟普·弗尔利奇（1986年4月25日—），巴西、克罗地亚男子水球运动员。他曾代表巴西、克罗地亚参加2016年、2020年和2024年夏季奥林匹克运动会水球比赛。